# ブレンダ・ラッセル
ブレンダ・ラッセル（Brenda Russell、1949年4月8日 - ）は、アフリカ系アメリカ人のシンガーソングライターでキーボーディスト。
ソロ活動の他、ソングライターとしてスティーヴィー・ワンダーやアレサ・フランクリン、アース・ウィンド・アンド・ファイアー、ドナ・サマー、スティング等多くのミュージシャンに楽曲を提供している。
代表曲に「ピアノ・イン・ザ・ダーク」がある。

## 略歴
ジ・インク・スポッツのメンバーでもあったガス・ゴードンを父に持つ。幼少時はカナダで育ち、12歳の時オンタリオ州ハミルトンに引っ越す。10代から地元のバンドで音楽活動を始める。10代後半にミュージカル『ヘアー』で知られるトロントのプロダクションに身を置く。1970年代初期にブライアン・ラッセルと結婚し、ブライアン&ブレンダ・ラッセルとしてユニットを結成。エルトン・ジョンのレーベル、ロケットより『World Called Love』(1976年)と『Supersonic Lover』(1977年)というアルバム2枚をリリースした。ラッセル夫妻はロバート・パーマーのソウルポップ・アルバム『ダブル・ファン』で2曲に参加。この他、シェリル・ラッドや、チャカ・カーンが在籍したルーファス等に楽曲を提供している。1970年代後半にブライアンと離婚し、以後はロサンゼルスへと移り、ソロ活動をスタートする。
1979年にプロデューサー、トミー・リピューマのホライズン・レコードと契約。デビュー・シングル「ソー・グッド、ソー・ライト」を発表しヒットする。しかし、ホライズンは急遽活動を停止。彼女はホライズンの親会社であるA&Mと再契約し、セルフタイトルのアルバム『ブレンダ・ラッセル』を発表した。収録曲「If Only For One Night」は、後にルーサー・ヴァンドロスがカバーしヒットする。続けて1981年に『ラヴ・ライフ』をリリース。その後、ワーナーと契約し、1983年に『出逢いのときめき』をリリース。間もなく彼女はスウェーデンに拠点を移す。
ワーナーよりA&Mに戻り、1988年にアルバム『ゲット・ヒア』を発表。このアルバムは商業的にヒットし、収録曲の「ピアノ・イン・ザ・ダーク」はグラミー賞の3部門にノミネートした。1990年代になるとソロ活動は控えめになるが、ソングライターとしてティナ・ターナーやフィル・ペリー、トム・スコット、ダイアナ・ロス、レイ・チャールズ、レジーナ・ベル、イヴァン・リンス、ジョー・コッカー、カーク・ウェイラム等多くのミュージシャンに楽曲を提供。小比類巻かほるや阿川泰子といった日本人にも楽曲を提供している。
2000年にヒドゥン・ビーチよりアルバム『パリ・レイン』を発表。収録曲「Love And Paris Rain」のオリジナルはイエロージャケッツのアルバム『クラブ・ノクターン』にブレンダが参加したもので、このラッセルのアルバムにはイエロージャケッツのキーボーディストのラッセル・フェランテが参加している。
2005年にはアリス・ウォーカーの著書『カラーパープル』がブロードウェイ化され、ラッセルはアリー・ウィリス、ステファン・ブレイと共にスコアを書いた。

## ディスコグラフィ

### スタジオ・アルバム
- 『ブレンダ・ラッセル』 - Brenda Russell (1979年、A&M)
- 『ラヴ・ライフ』 - Love Life (1981年、A&M)
- 『出逢いのときめき』 - Two Eyes (1983年、Warner Bros.)
- 『ゲット・ヒア』 - Get Here (1988年、A&M)
- 『キス・ミー・ウィズ・ザ・ウインド』 - Kiss Me With The Wind (1990年、A&M)
- 『ソウル・トーキン』 - Soul Talkin (1993年、EMI)
- 『パリ・レイン』 - Paris Rain (2000年、Hidden Beach)
- 『ビトウィーン・ザ・サン・アンド・ザ・ムーン』 - Between The Sun And The Moon (2004年、Dome / Narada Jazz)

### コンピレーション・アルバム
- 『グレイテスト・ヒッツ』 - Greatest Hits (1992年、A&M)
- Ultimate Collection (2001年、Hip-O)
- So Good So Right: The Best Of Brenda Russell (2003年、Dome)
- In The Thick Of It: The Best Of Brenda Russell (2009年、Dome)

### シングル
- 「ソー・グッド、ソー・ライト」 - "So Good, So Right" (1979年)
- "In The Thick Of It" (1979年)
- "Way Back When" (1980年)
- "If You Love (The One You Lose)" (1981年)
- 「ピアノ・イン・ザ・ダーク」 - "Piano in the Dark" (1988年)
- 「グラヴィティ」 - "Gravity" (1988年)
- 「ゲット・ヒア」 - "Get Here" (1988年)
- "Le Restaurant" (1989年)
- "Stop Running Away" (1990年)
- "Tell Me This Night Won't End" (1991年) ※ジェラルド・アルストンとのデュエット
- "No Time For Time" (1993年)
- "Something About You" (2001年)
- "I Know You By Heart" (2004年)

### リードボーカルで参加したシングル等
- 渡辺貞夫 : 「ティップ・アウェイ」 - "Tip Away" (1985年)
- 渡辺貞夫 : 「メン・アンド・ウィメン」 - "Men And Women" (1985年)
- マイケル・フランクス : "When I Give My Love To You" (1985年) ※フィーチャリング・ブレンダ・ラッセル
- ハーブ・アルパート : "You Are The One" (1985年) ※フィーチャリング・ブレンダ・ラッセル
- ロドニー・フランクリン : "Look What's Showing Through" (1986年)
- イヴァン・リンス : "You Moved Me To This" (1989年)
- トム・スコット : "If You're Not The One For Me" (1991年) ※アルバム『キープ・ジス・ラヴ・アライヴ』収録。ビル・チャンプリンと参加
- オリータ・アダムス : "We Will Find A Way" (1994年) ※共同名義